# Antonieta de Saxe-Coburgo-Saalfeld
Antonieta Ernestina Amália de Saxe-Coburgo (em alemão: Antoinette Ernestine Amalie von Sachsen-Coburg; Coburgo, 28 de agosto de 1779 — São Petersburgo, 14 de março de 1824), foi uma princesa de Saxe-Coburgo, segunda filha de Francisco, Duque de Saxe-Coburgo, e de sua segunda esposa, a condessa Augusta de Reuss-Ebersdorf. Por casamento, Antonieta era uma Duquesa de Württemberg. Através de seu filho mais velho sobrevivente, ela é a ancestral da atual Casa de Württemberg.

## Família
Antonieta era a segunda filha de Francisco Frederico Antônio, Duque de Saxe-Coburgo, e de sua esposa, Augusta de Reuss-Ebersdorf. Entre os seus irmãos contavam-se a princesa Juliana de Saxe-Coburgo, esposa do grão-duque Constantino Pavlovich da Rússia, o Duque Ernesto I de Saxe-Coburgo-Gota, o príncipe Fernando de Saxe-Coburgo-Gota, pai do rei Fernando II de Portugal, a princesa Vitória, Duquesa de Kent e Strathearn, mãe da rainha Vitória do Reino Unido, e o rei Leopoldo I da Bélgica. Os seus avós paternos eram o Duque Ernesto Frederico de Saxe-Coburgo e a duquesa Sofia Antónia de Brunswick-Wolfenbüttel. Os seus avós maternos eram o conde Henrique XXIV de Reuss-Ebersdorf e a condessa Carolina de Erbach-Schönberg.

## Casamento e descendência
Em 17 de novembro de 1798, em Coburgo, ela desposou Alexandre de Württemberg, o sétimo filho do duque Frederico II Eugênio de Württemberg. O casal morou na Rússia, onde Alexandre teve uma importante carreira política e militar.
Tiveram cinco filhos:
1. Maria de Württemberg (17 de setembro de 1799 – 24 de setembro de 1860), casada com o duque Ernesto I de Saxe-Coburgo-Gota; sem descendência.
2. Paulo de Württemberg (24 de outubro de 1800 - 7 de setembro de 1802), morreu com quase dois anos de idade.
3. Alexandre de Württemberg (20 de dezembro de 1804 – 28 de outubro de 1881), casado com a princesa Maria de Orleães; com descendência.
4. Ernesto de Württemberg (11 de agosto de 1807 - 26 de outubro de 1868), casado com Nathalie Eschhorn von Grünhof; com descendência.
5. Frederico Guilherme de Württemberg (29 de abril de 1810 - 25 de abril de 1815), morreu com quase cinco anos de idade.

Seu bisneto, Alberto de Württemberg, tornou-se o chefe da Casa de Württemberg em 1921.

## Genealogia
| Antonieta de Saxe-Coburgo-Saalfeld | Pai: Francisco de Saxe-Coburgo-Saalfeld | Avô paterno: Ernesto Frederico de Saxe-Coburgo-Saalfeld | Bisavô paterno: Francisco Josias de Saxe-Coburgo-Saalfeld     |
| Antonieta de Saxe-Coburgo-Saalfeld | Pai: Francisco de Saxe-Coburgo-Saalfeld | Avô paterno: Ernesto Frederico de Saxe-Coburgo-Saalfeld | Bisavó paterna: Ana Sofia de Schwarzburg-Rudolstadt           |
| Antonieta de Saxe-Coburgo-Saalfeld | Pai: Francisco de Saxe-Coburgo-Saalfeld | Avó paterna: Sofia Antónia de Brunswick-Wolfenbüttel    | Bisavô paterno: Fernando Alberto II de Brunswick-Wolfenbüttel |
| Antonieta de Saxe-Coburgo-Saalfeld | Pai: Francisco de Saxe-Coburgo-Saalfeld | Avó paterna: Sofia Antónia de Brunswick-Wolfenbüttel    | Bisavó paterna: Antónia Amália de Brunswick-Wolfenbüttel      |
| Antonieta de Saxe-Coburgo-Saalfeld | Mãe: Augusta Reuss-Ebersdorf            | Avô materno: Henrique XXIV, Conde de Reuss-Ebersdorf    | Bisavô materno: Henrique XXIX de Reuss-Ebersdorf              |
| Antonieta de Saxe-Coburgo-Saalfeld | Mãe: Augusta Reuss-Ebersdorf            | Avô materno: Henrique XXIV, Conde de Reuss-Ebersdorf    | Bisavó materna: Sofia Teodora de Castell-Castell              |
| Antonieta de Saxe-Coburgo-Saalfeld | Mãe: Augusta Reuss-Ebersdorf            | Avó materna: Carolina de Erbach-Schönberg               | Bisavô materno: Jorge Augusto de Erbach-Schönberg             |
| Antonieta de Saxe-Coburgo-Saalfeld | Mãe: Augusta Reuss-Ebersdorf            | Avó materna: Carolina de Erbach-Schönberg               | Bisavó materna: Fernandina Henriqueta de Stolberg-Gedern      |